# Liga Árabe del Golfo (EAU) 2018-19
La UAE Pro-League 2018-19 (también conocida como Liga Árabe del Golfo o Etisalat Pro League por motivos de patrocinio) es la 44a temporada de fútbol de la máxima categoría de los Emiratos Árabes Unidos. La liga inició en agosto de 2018.
La liga contará con 14 equipos; 2 más que la edición anterior. Once de la edición anterior y 3 ascendidos de la División 1 de EAU 2017-18. El Al Ain partirá como defensor del título.

## Ascensos y descensos
El Hatta Club fue el club que descendió a la División 1 de EAU al terminar en la última posición de la temporada anterior. El Baniyas obtuvo el título de la División 1 de EAU 2017-18, volviendo a la máxima categoría, después de un año de ausencia. Kalba y Fujairah FC fueron sus acompañantes en el ascenso directo a la máxima categoría. 
| Pos. | Descendidos de la Liga Árabe del Golfo 2017-18 |
| ---- | ---------------------------------------------- |
| 14.º | Hatta Club                                     |

| Pos. | Ascendidos de la División 1 de EAU 2017-18 |
| ---- | ------------------------------------------ |
| 1.º  | Baniyas Club                               |
| 2.º  | Kalba SC                                   |
| 3.º  | Fujairah FC                                |

## Información de los equipos
| Club              | Ciudad        | Emirato      | Estadio                    | Capacidad |
| ----------------- | ------------- | ------------ | -------------------------- | --------- |
| Al-Ain FC         | Al Ain        | Abu Dhabi    | Estadio Hazza bin Zayed    | 25,000    |
| Al-Jazira Club    | Abu Dhabi     | Abu Dhabi    | Estadio Mohammed bin Zayed | 42,056    |
| Al-Nasr SC        | Dubái         | Dubái        | Estadio Al-Maktoum         | 12,000    |
| Al-Wahda          | Abu Dhabi     | Abu Dhabi    | Estadio Al-Nahyan          | 12,000    |
| Al-Wasl FC        | Dubái         | Dubái        | Estadio Zabeel             | 12,000    |
| Ajman Club        | Ajman         | Ajmán        | Estadio Ajman              | 5,537     |
| Al-Dhafra Club    | Madinat Zayed | Abu Dhabi    | Estadio Al Dhafra          | 12,000    |
| Baniyas Club      | Abu Dhabi     | Abu Dhabi    | Baniyas Stadium            | 10,000    |
| Emirates Club     | Ras al-Jaima  | Ras al-Jaima | Estadio Emirates Club      | 5,000     |
| Shabab Al-Ahli FC | Dubái         | Dubái        | Estadio Al-Rashid          | 18,000    |
| Sharjah SC        | Sharjah       | Sharjah      | Estadio Sharjah            | 18,000    |
| Dibba Club        | Fujairah      | Fujairah     | Estadio Fujairah Club      | 11,400    |
| Fujairah FC       | Fujairah      | Fujairah     | Estadio Fujairah Club      | 10,645    |
| Kalba             | Kalba         | Sharjah      | Ittihad Kalba Stadium      | 8,500     |

## Personal y equipación
Nota: Las banderas indican el equipo nacional tal como se ha definido en las reglas de elegibilidad de la FIFA. Los jugadores pueden tener más de una nacionalidad.
| Equipo               | Entrenador                    | Capitán            | Fabricante  | Patrocinador         |
| -------------------- | ----------------------------- | ------------------ | ----------- | -------------------- |
| Ajman                | Ayman Elramady                | Rashed Malallah    | Hummel      | Ajman Bank           |
| Al Ain               | Zoran Mamić                   | Ismail Ahmed       | Nike        | First Gulf Bank      |
| Al Dhafra            | Vuk Rašović                   | Ahmed Ali          | Adidas      | Ruwais               |
| Al Jazira            | Damiën Hertog                 | Ali Khasif         | Adidas      | IPIC                 |
| Al Nasr              | Caio Zanardi                  | Álvaro Negredo     | Nike        | Emirates NBD         |
| Al Wahda             | Henk ten Cate                 | Ismail Matar       | Adidas      | Cadillac             |
| Al Wasl              | Hassan Al Abdouli (caretaker) | Caio               | New Balance | Emaar                |
| Baniyas              | Krunoslav Jurčić              | Yousif Jaber       | Adidas      | Secure Engineering   |
| Dibba Al-Fujairah    | Mohammad Kwid                 | Driss Fettouhi     | Uhlsport    | Unknown              |
| Emirates             | Jalal Qaderi                  | Ahmed Al-Shaji     | Uhlsport    | Al Naeem City Center |
| Fujairah             | Ivan Hašek                    | Hilal Saeed        | Nike        | Al Khaleej Times     |
| Kalba                | Fabio Viviani                 | Mansor Abbas       | Erreà       | Unknown              |
| Shabab Al-Ahli Dubai | Rodolfo Arruabarrena          | Majed Naser        | Nike        | Nakheel              |
| Sharjah              | Abdulaziz Mohamed             | Shahin Abdulrahman | Adidas      | Saif Zone            |

## Tabla de posiciones
| Pos. | Equipo            | PJ | PG | PE | PP | GF | GC | Dif. | Puntos |
| ---- | ----------------- | -- | -- | -- | -- | -- | -- | ---- | ------ |
| 1°   | Sharjah (C)       | 26 | 17 | 8  | 1  | 57 | 30 | +27  | 59     |
| 2°   | Shabab Al-Ahli    | 26 | 17 | 2  | 7  | 57 | 36 | +21  | 53     |
| 3°   | Al-Wahda          | 26 | 14 | 4  | 8  | 63 | 40 | +23  | 46     |
| 4°   | Al-Ain            | 26 | 14 | 4  | 8  | 45 | 35 | +10  | 46     |
| 5°   | Al-Jazira         | 26 | 13 | 6  | 7  | 66 | 41 | +25  | 45     |
| 6°   | Baniyas           | 26 | 11 | 7  | 8  | 50 | 40 | +10  | 40     |
| 7°   | Ajman             | 26 | 10 | 7  | 9  | 41 | 40 | +1   | 37     |
| 8°   | Al-Nasr           | 26 | 10 | 6  | 10 | 42 | 41 | +1   | 36     |
| 9°   | Al-Wasl           | 26 | 10 | 4  | 12 | 45 | 54 | -9   | 34     |
| 10°  | Al-Dhafra         | 26 | 8  | 5  | 13 | 37 | 49 | -12  | 29     |
| 11°  | Kalba             | 26 | 5  | 10 | 11 | 41 | 51 | -10  | 25     |
| 12°  | Fujairah          | 26 | 5  | 6  | 15 | 36 | 63 | -27  | 21     |
| 13°  | Emirates          | 26 | 4  | 6  | 16 | 30 | 62 | -32  | 18     |
| 14°  | Dibba Al-Fujairah | 26 | 4  | 5  | 17 | 34 | 62 | -28  | 17     |

|       | Clasifica a la fase de grupos de la Liga de Campeones de la AFC 2020. |
|       | Clasificado a los play-off de la Liga de Campeones de la AFC 2020.    |
| Salió | Descenso a la División 1 de EAU.                                      |

Fuenteː

## Goleadores
| Jugador             | Equipo    | Goles |
| ------------------- | --------- | ----- |
| Sebastián Tagliabué | Al-Wahda  | 27    |
| Ali Mabkhout        | Al-Jazira | 20    |
| Wllinton            | Sharjah   | 20    |
| Pedro Conde         | Baniyas   | 18    |
| Igor Coronado       | Sharjah   | 17    |
| Álvaro Negredo      | Al-Nasr   | 17    |